# Château Ammersoyen
Le château Ammersoyen est un château situé à Ammerzoden, dans le Bommelerwaard, à l'ouest de la province néerlandaise de Gueldre. Le château est situé au nord du centre du village et aussi en bordure d'Ammerzoden, puisque le village s'est étendu principalement vers l'ouest. Ce château  a joué un rôle important dans l'histoire d'Ammerzoden.

## Histoire

### Jusqu'auXIXesiècle
La date de construction du château est inconnue. Mais en l'an 1026 (21 juillet), on parle déjà d'une seigneurie dans une charte de Dame Berta. Rothardus 'de Ambersoi'  et son frère Wiricus régnaient alors. Un document de 1196 parle d' Ambershoye. En 1286, Johan van Harlaer était seigneur d'Ammerzoden. Ses descendants ont transféré la seigneurie, environ un siècle plus tard, à Arnold van Hoemen, seigneur de Middelaar. La première mention certaine du château date de 1354 lorsque Arent van Ammersoyen l'a obtenu par héritage.
Il s'agit de l'un des châteaux médiévaux à douves les mieux conservés des Pays-Bas. La structure originale d'un Van Herlaer qui date d'environ 1300, a été bien conservée, malgré des rénovations au XVIIe siècle. Le plan carré d'Ammersoyen avec quatre tours d'angle illustre le type de château introduit par le comte Florent V. Ce type a été utilisé couramment en raison de sa facilité à le défendre. Il est exceptionnel qu'Ammersoyen ait été construit d'un jet dans son ensemble, tandis que la plupart des châteaux médiévaux ont été construits par expansion et extension, et au cours de différentes périodes de construction. Pendant la construction, le château était dans ou sur les rives de la Meuse, mais peu de temps après, en 1354, le cours de cette rivière a changé. Le château principal d'Ammersoyen a depuis quasiment toujours été entouré de douves, tout comme le château extérieur (ou corps de logis).
En 1386, Guillaume de Gueldre a conquis le château après un bref siège contre Arent van Hoemen, qui devait sa seigneurie à la Gueldre en raison du choix de son prédécesseur, Johanna van Brabant (Jeanne de Brabant). Guillaume l'a laissé à son fils bâtard Jean. Au XVe siècle, le château change plusieurs fois de mains : en 1405, Guillaume de Juliers (comte de Gueldre), le frère de Renaud IV de Gueldre, acquiert le château, qu'il remet à son fils bâtard Willem van Wachtendonk (Guillaume de Wachtendonk), qui le revend en 1424 à Johan van Broeckhuysen (-1442), qui fit construire une chapelle dans le château.
Le château a été acquis par Otto van Arkel en 1494 par héritage et mariage à l'arrière-petite-fille de Johan, Walravina van Broeckhuysen. Un siège des troupes des Habsbourg en 1513 causa quelques dégâts (qui furent probablement réparés par les Van Arkel par la suite), mais un sort plus grave frappa Ammersoyen en 1590, lorsqu'un incendie endommagea gravement le château. George van Arkel ayant été tué, sa veuve n'avait des ressources financières uniquement pour une restauration partielle, qui sera dirigée par le fils de George, Otto van Arkel. Ce n'est qu'après la fin de la guerre de Quatre-Vingts Ans qu'une reprise complète a eu lieu. Deux briques de parement mentionnant les années 1648 et 1667 montrent clairement que la reconstruction a eu lieu à cette période. Il est frappant de constater que Thomas Walraven van Arkel, alors seigneur du château, a restauré Ammersoyen dans un style médiéval. Le château a retrouvé ses contours d'origine, mais l'intérieur a été adapté aux exigences du confort du XVIIe siècle. Durant l'année désastreuse de 1672, la famille a réussi à sauver le château des soldats français en maraude en leur payant une forte somme d'argent. En 1693, cependant, la famille Van Arkel s'éteint et les familles de Lichtervelde, Van Vilsteren, De Ribaucourt et De Woëlmont Ammersoyen acquièrent successivement le château, mais n'y vivent que rarement. Arthur, Baron de Woëlmont, seigneur d'Ammersoyen à partir de 1856, fit adapter l'intérieur du château dans l'esprit de son temps au style néo-gothique. Il a progressivement vendu ses affaires. Le 31 janvier 1873, il vendit le château avec les reliquats de la seigneurie à la paroisse catholique d'Ammerzoden. Le château a été inauguré comme monastère par l'ordre des Clarisses en 1876.

### Le château comme cloître
En 1876, Ammersoyen devint ainsi le deuxième monastère de Clarisses des Pays-Bas. Vers 1893, les clares ont fait remplir les douves autour du château afin de permettre la construction d'une chapelle à l'ouest du château. Avec la mise en eau du canal, une couverture de protection s'est étendue sur tous les objets qui se trouvaient dans les sédiments depuis le XIVe siècle.
En 1944-1945, le château a subi d'importants dégâts dus à la guerre. Les moniales sont ensuite parties s'installer pour Hoogcruts.

### Restauration post guerre mondiale
En 1957, le château est entré en possession de la Fondation des amis des châteaux de Gueldre (Stichting Vrienden der Geldersche Kasteelen). La restauration a commencé en 1959 et a duré 16 ans.
Lors de la restauration, non seulement les escaliers muraux médiévaux ont été trouvés, mais aussi des niches de lampes, des cheminées, des trous de poutre, des tranchées de tir, un puits et de nombreuses sécrétions ou des emplacements des toilettes. Tant de vestiges étaient encore présents qu'il semblait possible de donner la priorité aux formes médiévales du bâtiment lors de la restauration. La salle des chevaliers et la kemenade (la chambre des dames) ont été restaurées à leur hauteur d'origine. Une cheminée a été reconstruite dans les deux pièces. L'escalier du XVIIe siècle de la salle des chevaliers a été déplacé vers la salle de l'aile ouest. Dans la cheminée du XVIIe siècle dans la salle de la tour du coin nord-ouest, la cheminée d'origine, qui pouvait être rachetée aux descendants d'Arthur, Baron de Woëlmont, est revenue après une absence de 123 ans. Ce portrait de 1651 par Theodoor van Thulden pourrait représenter Anna van Renesse, la mère de Ferdinand de Lichtervelde qui fut seigneur du château de 1654 à 1711. Parmi les décorations néo-gothiques que De Woëlmont avait appliquées, seul un élément a été conservé dans la connexion entre l'aile nord-ouest et le portail d'entrée.
Lors des travaux, l'objectif était de créer une atmosphère habitée avec des moyens simples. Les portraits de famille, prêtés par les Brantsen de la Fondation Zyp, jouent un rôle important à cet égard.
En outre, le remplissage des douves que les moniales avaient réalisé a été temporairement supprimé. Le sol a été soigneusement excavé et fouillé. Une énorme quantité de découvertes datant de cinq siècles a été mise au jour. Cet ensemble d'artéfacts est l'un des plus grands des Pays-Bas. La majeure partie se compose de poterie sous forme de tessons. Mais des objets complets ont également été retrouvés, avec lesquels une exposition a été installée au dernier étage du château. Les objets de poterie, de grès, de verre, d'argent, de bronze et d'étain ont tous trouvé leur place et représentent des indications sur la préparation des aliments, la nourriture et les boissons, l'éclairage et le chauffage, les vêtements, les chaussures, la religion, la guerre et les jeux pour enfants au château.
Au pied du mur de soutènement du corps de logis, en face du château, se trouve un petit jardin à la française, créé en 1975 sur un dessin de Mme M.E. Canneman-Philipse. Dans les caisses formées de haies de buis taillé, l'héliantrope, la feuille d'argent, la lavande, les marguerites et les bégonias roses fleurissent chaque année. De beaux espaliers se dressent contre le mur de soutènement dont on trouve les essences de mûrier, des cognacier, de figuier et de poirier. Le potager et le jardin d'agrément se trouvaient sur le côté est de la forteresse. Il y a des pelouses sur la section entre les douves intérieure et extérieures et le long de l'allée.
Près du pont dormant menant au château se trouve un néflier exceptionnel. Cette espèce rare aux Pays-Bas est présente presque uniquement en Twente, aux environs de Winterswijk et dans le sud du Limbourg (Pays-Bas). Le grand arbre, dont les fruits sont comestibles après quelques mois de maturation, est originaire d'Asie du Sud-Ouest et d'Europe du Sud-Est. Les Romains ont introduit cette essence aux Pays-Bas. Les comtes de Gueldre portent la fleur de néflier sur leurs armoiries. Le "Gelderse Roos" (Rose de Gueldre) qui est sur le logo de la Geldersch Landschap est en fait aussi issue du néflier. Pour voir le néflier en fleur, il fleurit pendant une semaine dans la première quinzaine de mai.
Le château avec ses dépendances et les douves doubles, intérieures et extérieures, sont entretenus comme un tout. Les visiteurs d'Ammersoyen ont une bonne idée de la vie quotidienne d'un château médiéval, en particulier avec les découvertes mises au jour lors de la fouille du canal.

## Destination
Jusqu'à la fin de la commune d'Ammerzoden en 1999, une partie du château servait d'hôtel de ville. Le château est ouvert à la visite, il y a donc des visites guidées et divers événements y prennent place. Il est également possible d'organiser des cérémonies de mariage, des fêtes, des réunions.

## Galerie
- Le château vu du passé :

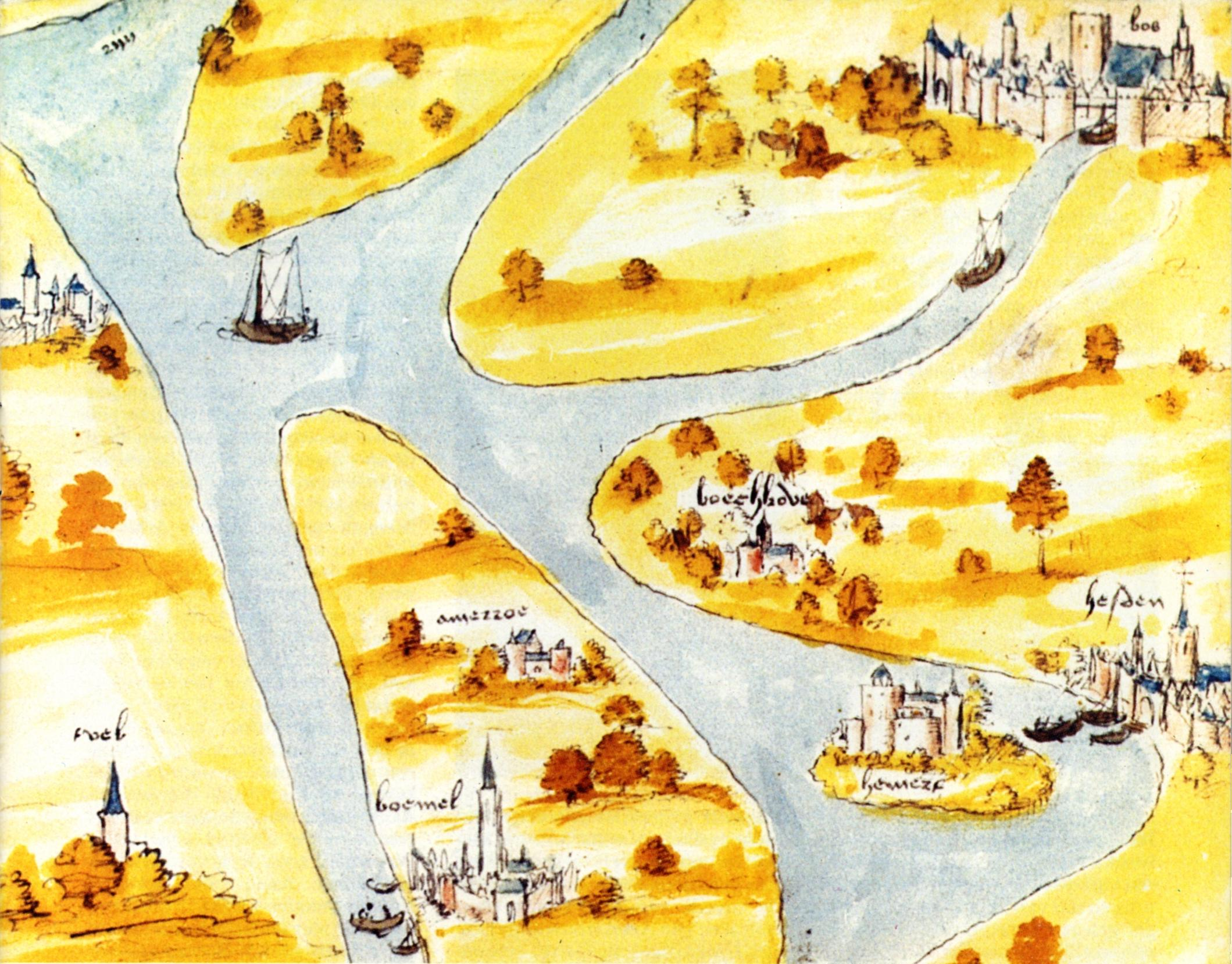
Le château indiqué amezzoe est situé sur l'île, extrait d'une carte manuscrite de la Gueldre vers 1524
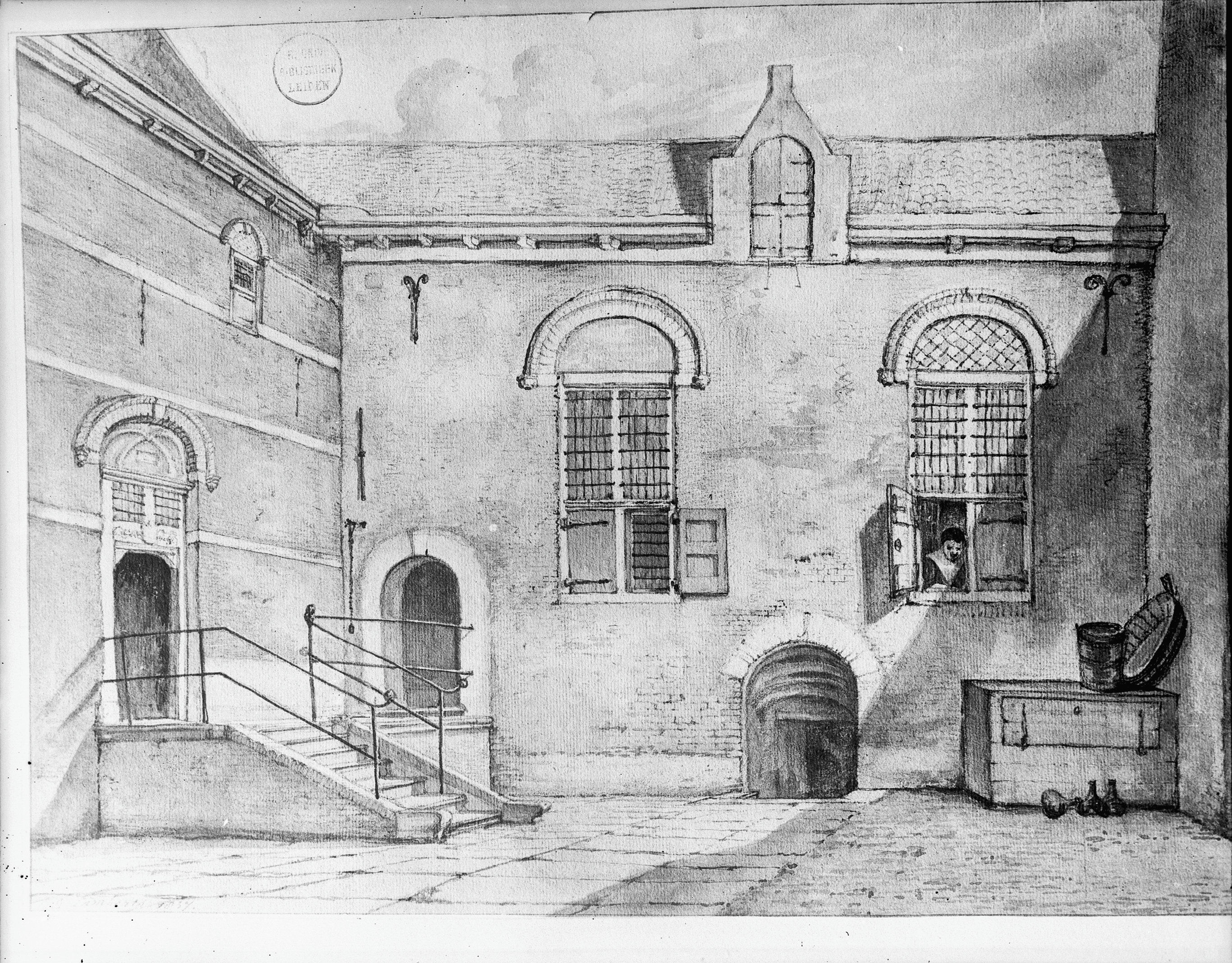
Dessin de la cour intérieure
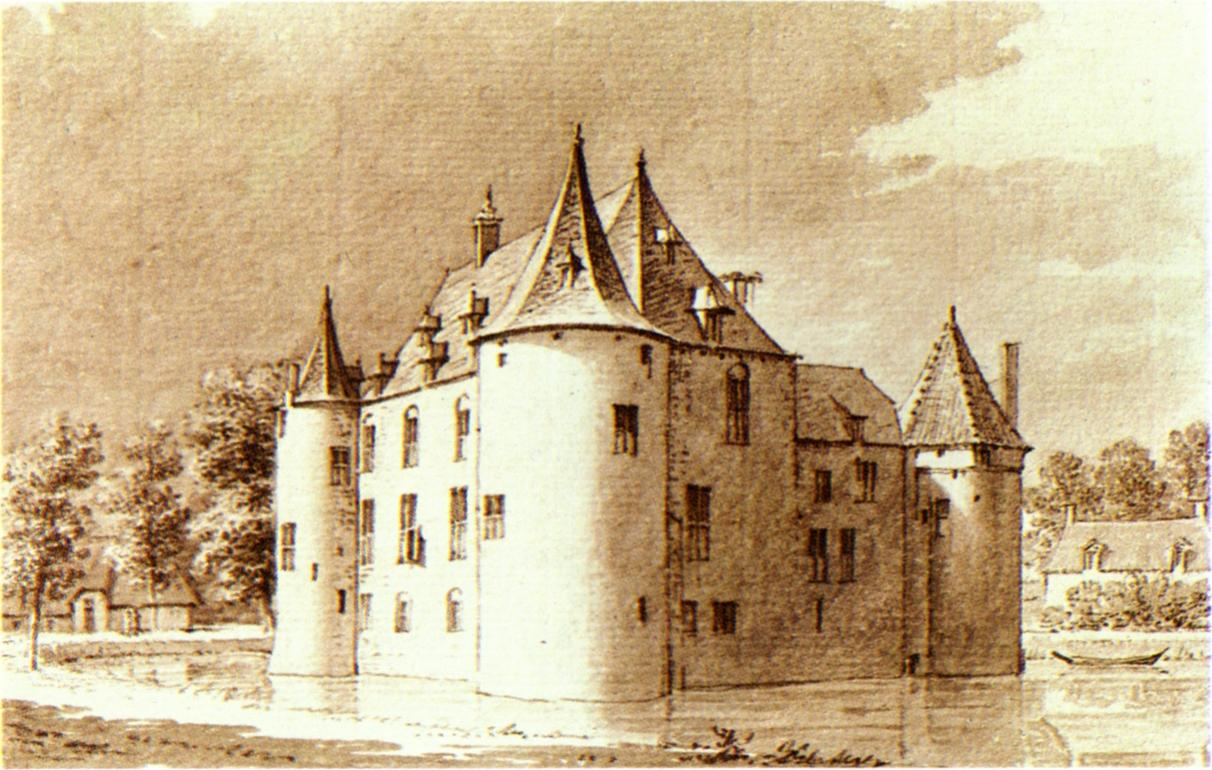
Une gravure du château par Cornelis Pronk vers 1730
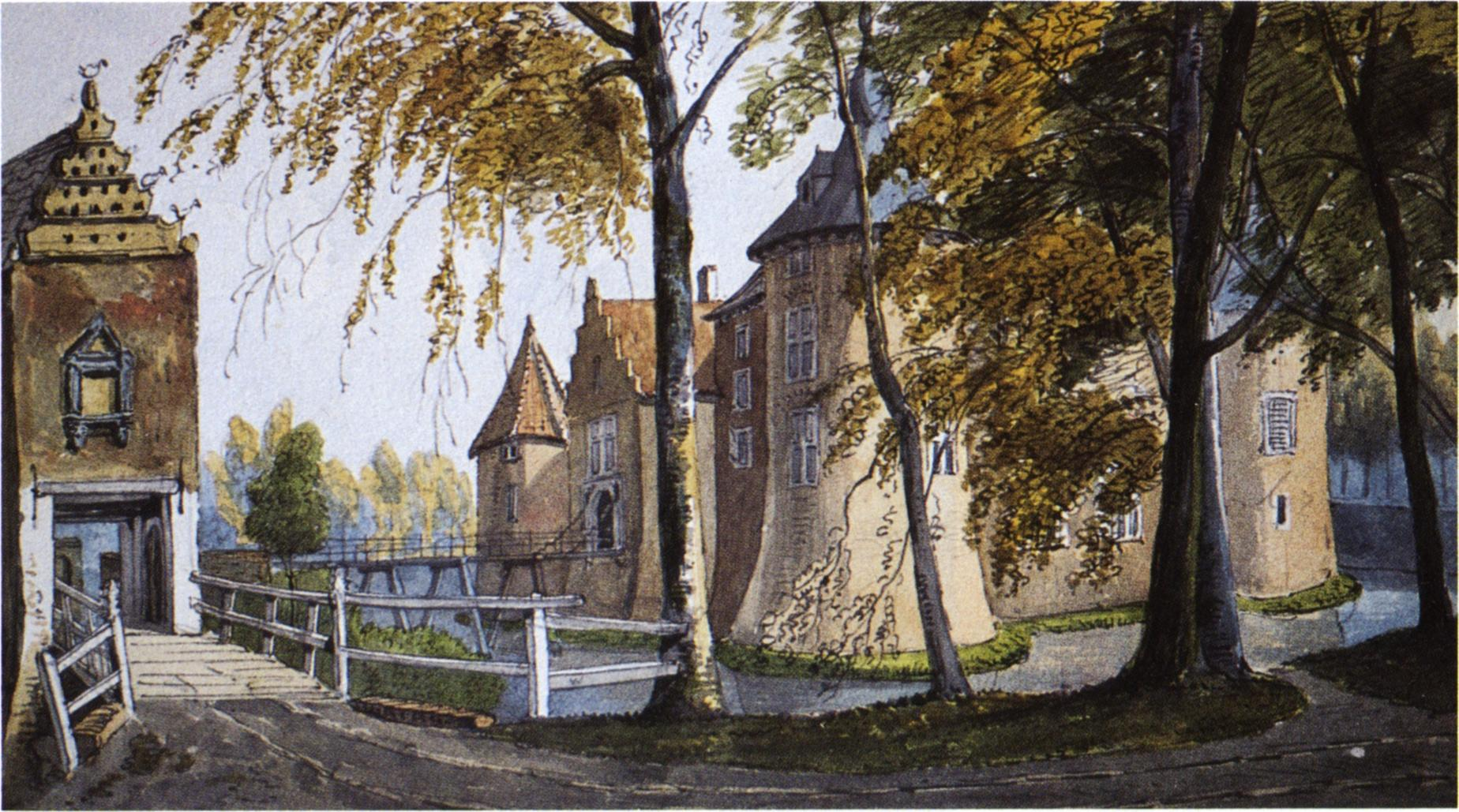
Peinture de 1832 par D.T. Gevers van Endegeest
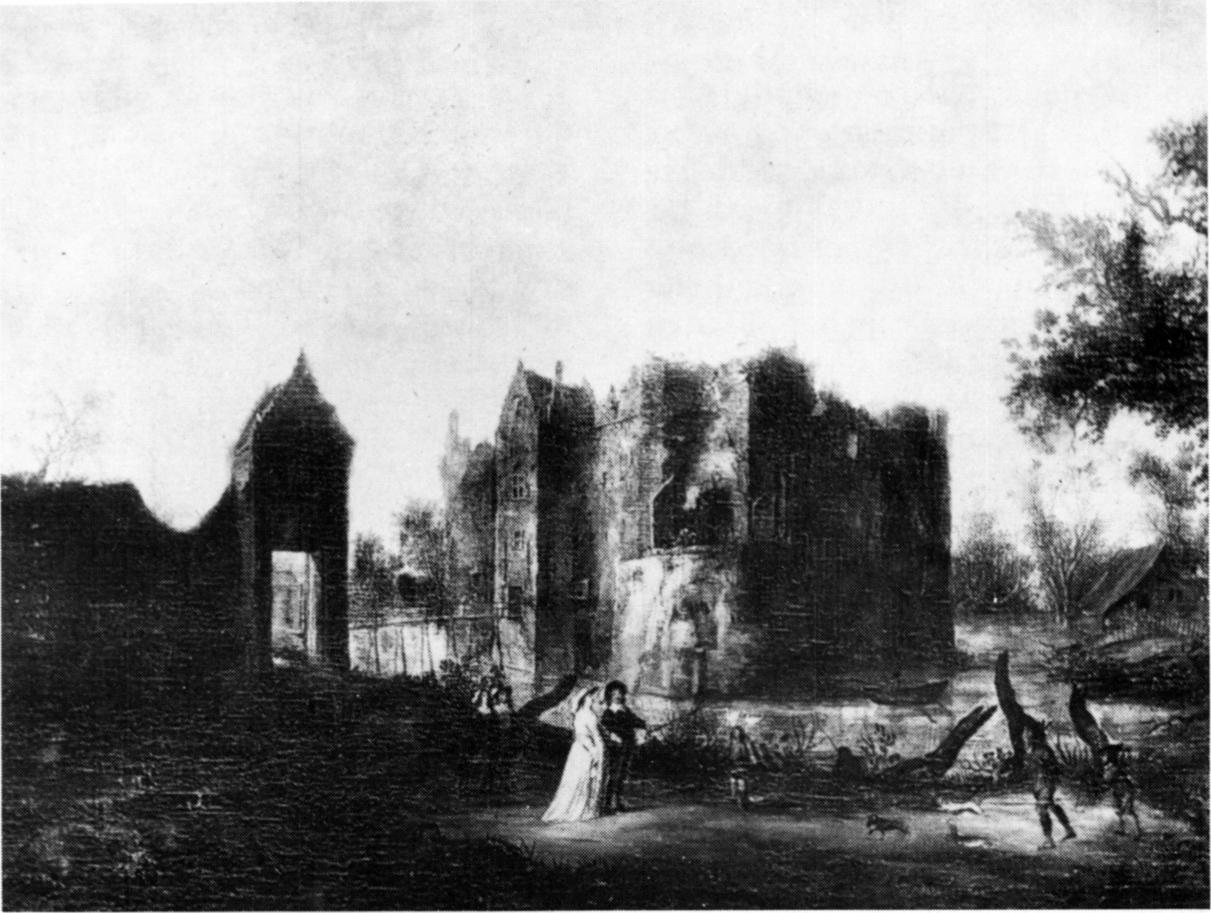
Le tableau romantique Ruïne van Kasteel Ammersoyen, après l'incendie de 1590, détail (vers 1625-1650)

- L'ensemble architectural :

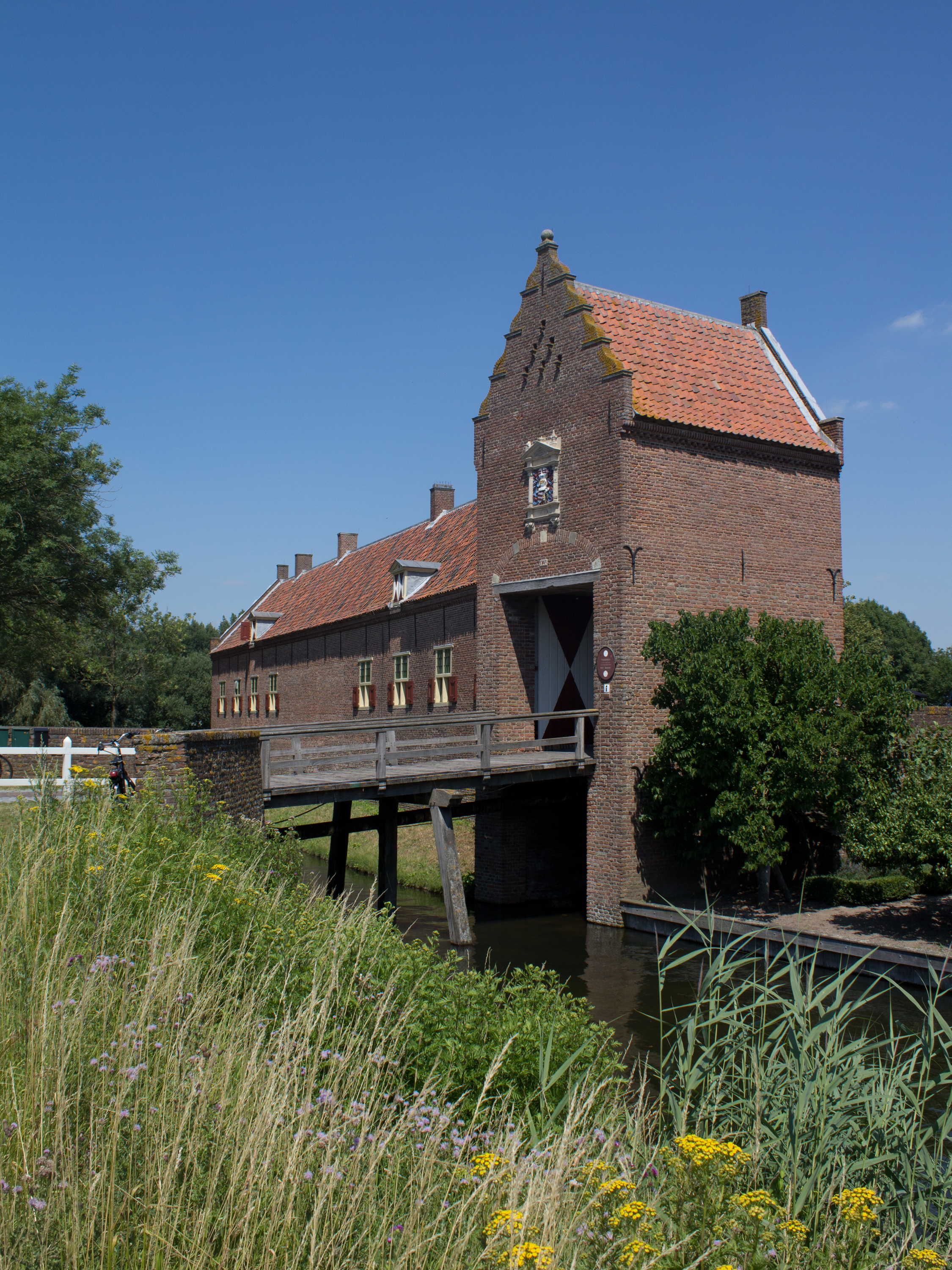
Le corps de logis
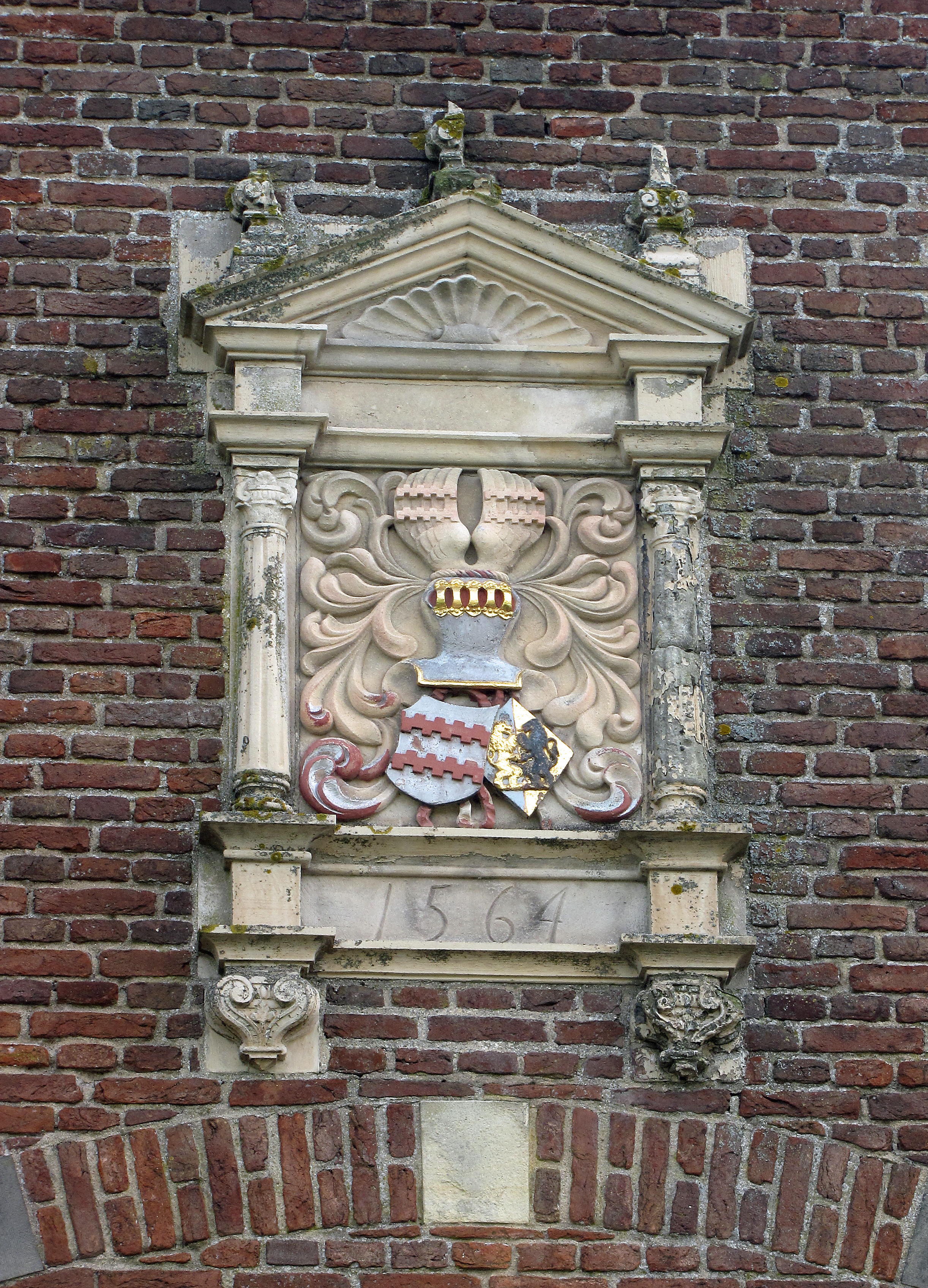
Détail du corps de logis affichant les armes du seigneur Van Arkell[3] et celles d'une dame de Gueldre
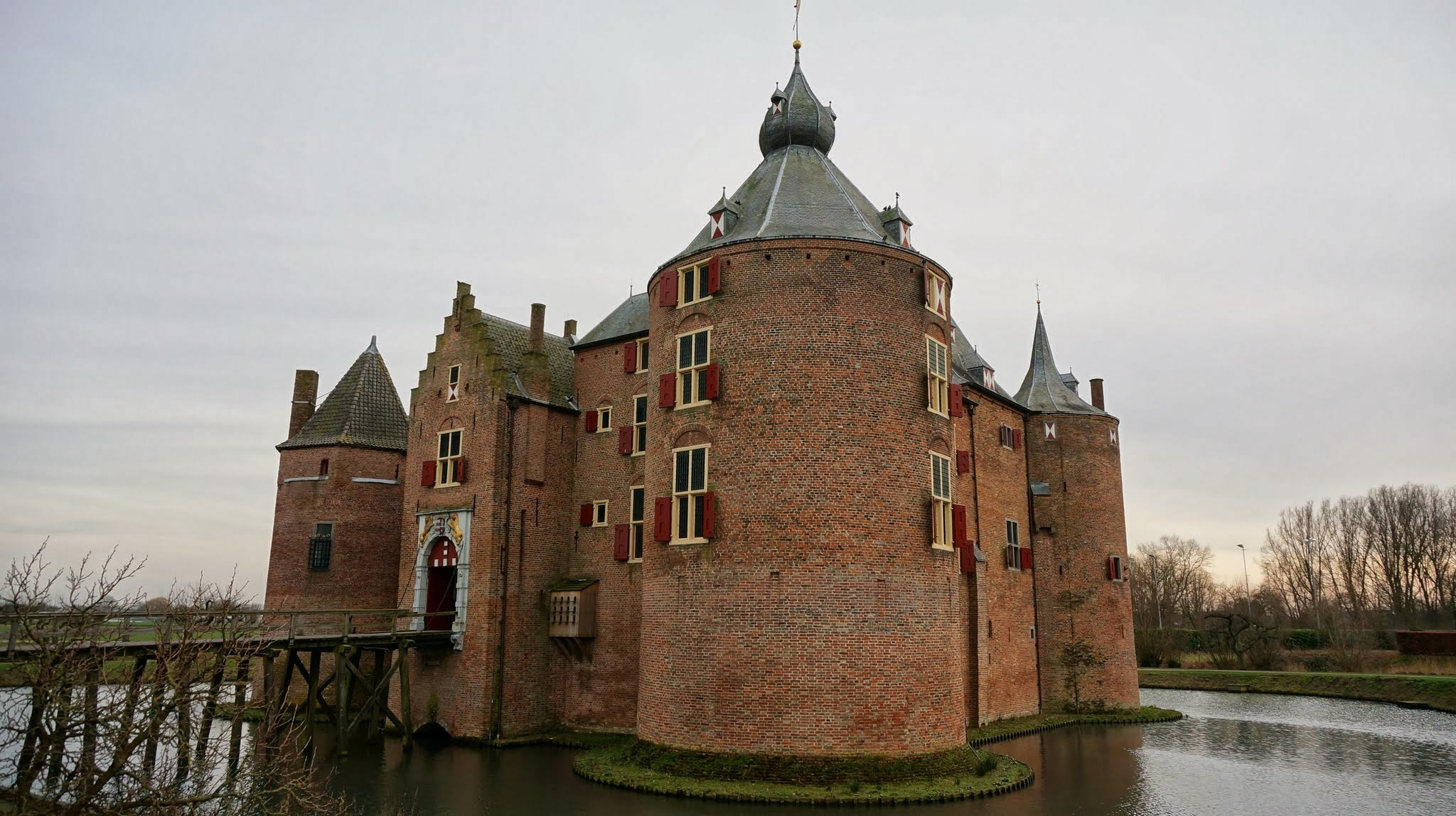
Vue d'ensemble du château du nord-est avec le pont dormant
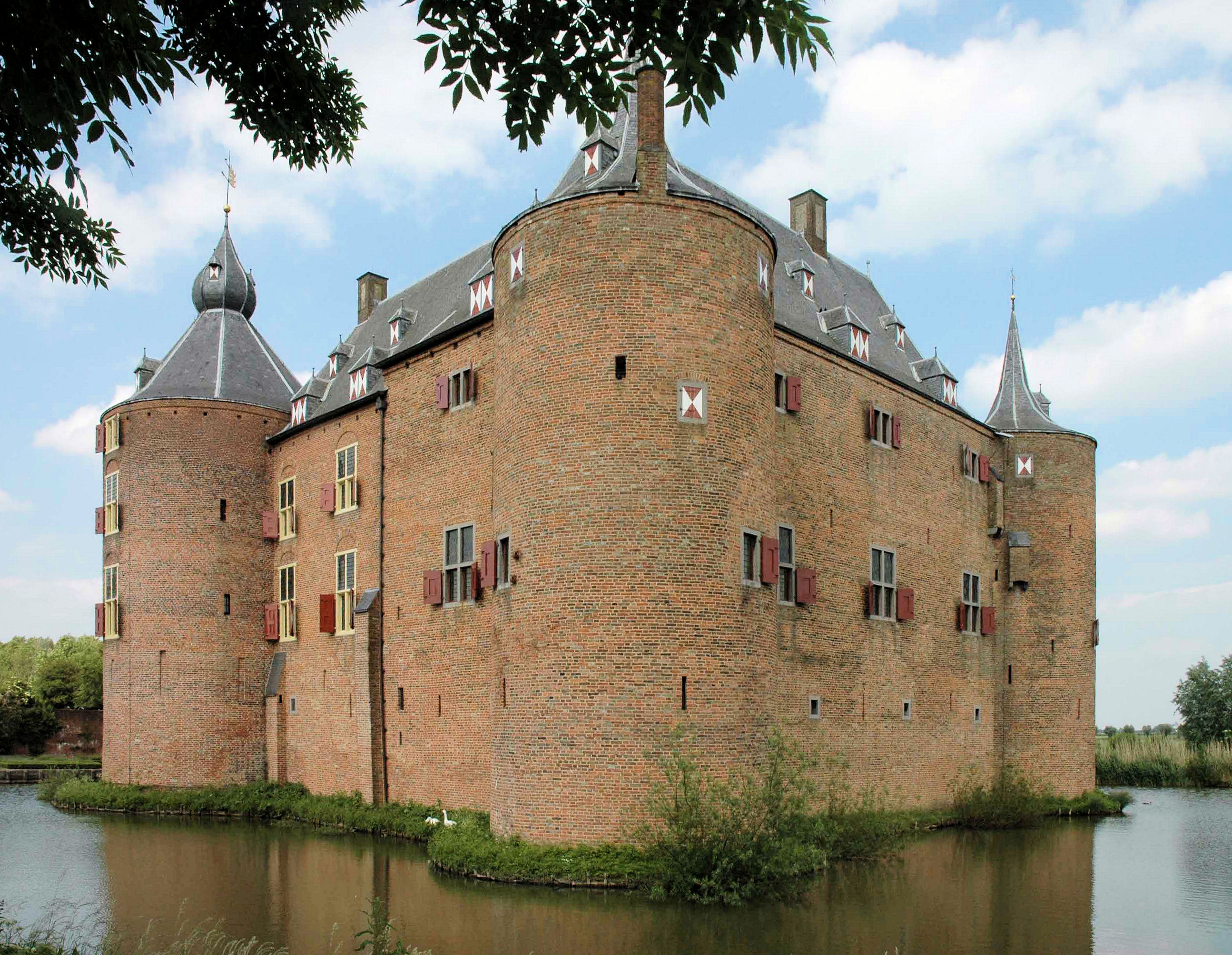
Vue du château du sud-ouest
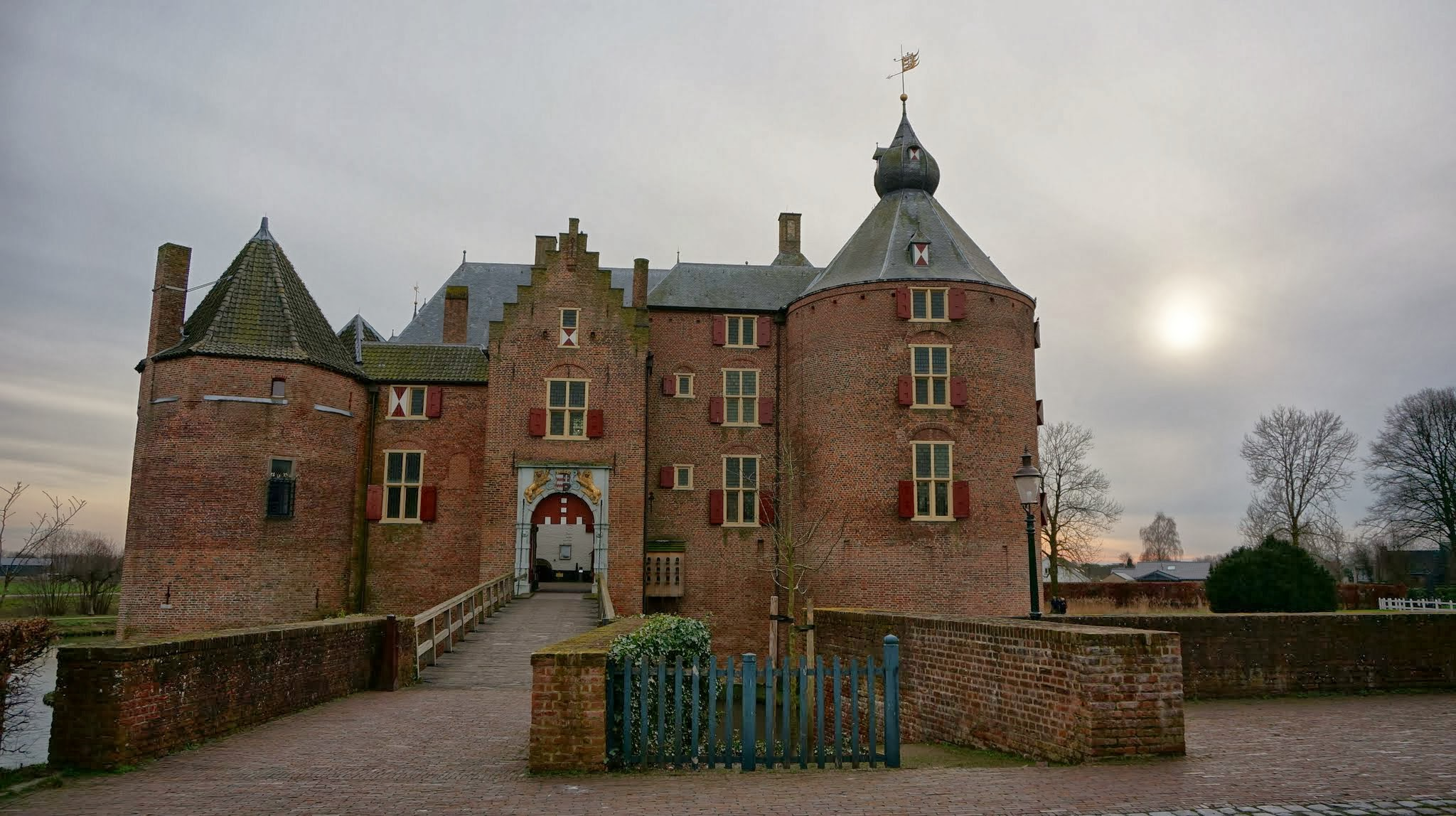
Façade du château orientée au nord
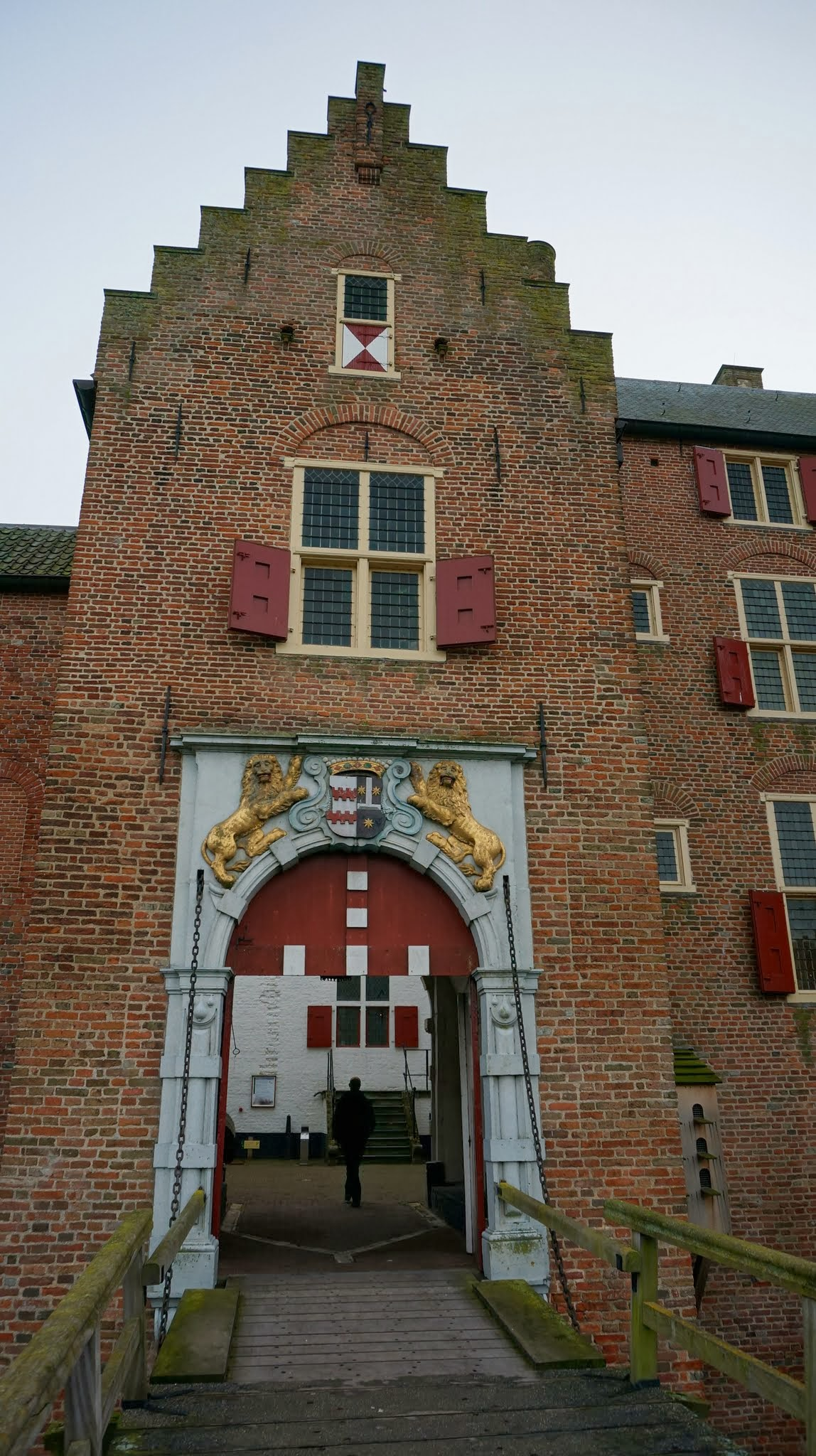
La porte d'entrée avec son pont levis et au fronton les armes des familles Van Arkel et De la Kethulle[4],
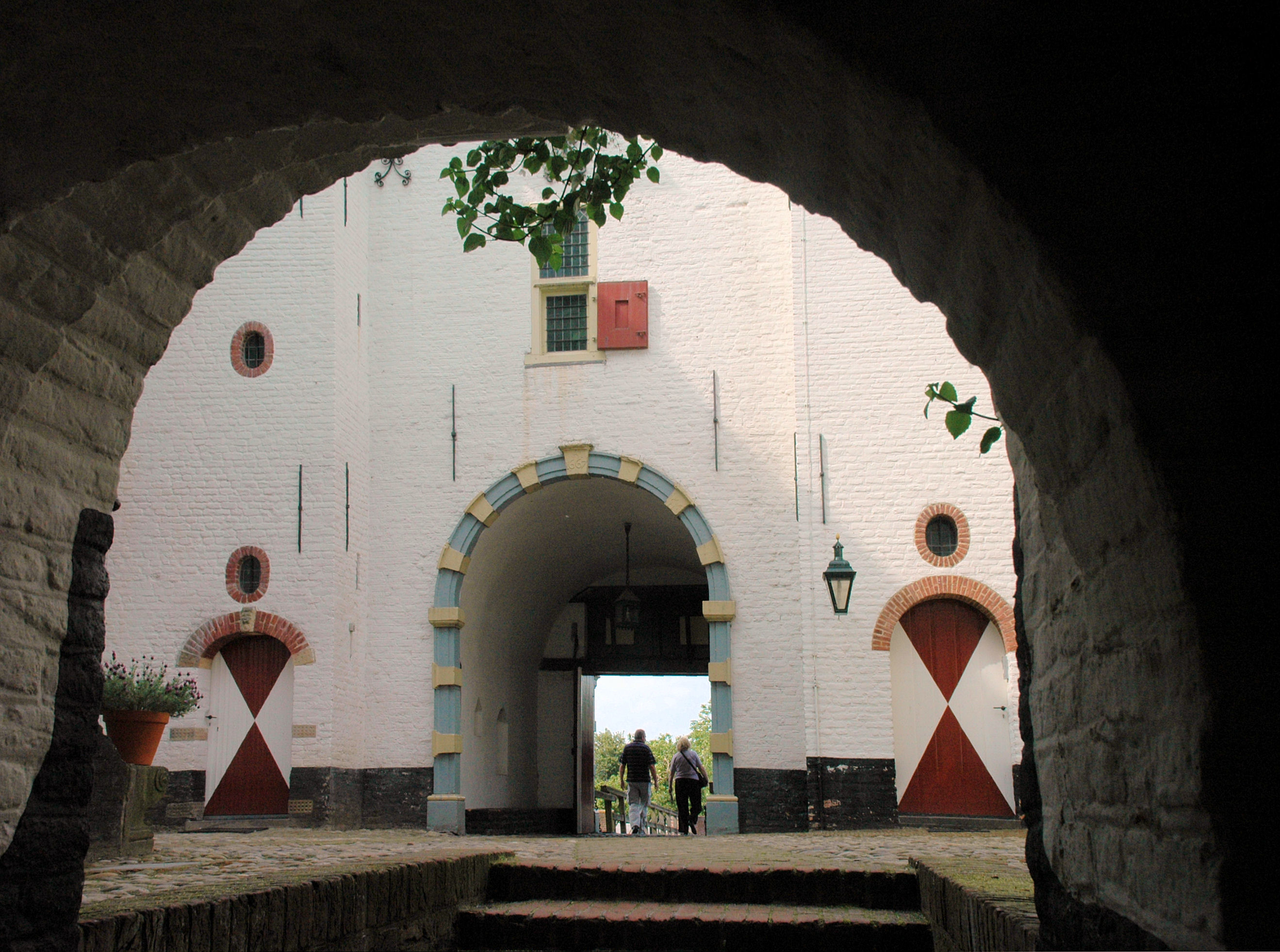
La cour intérieure
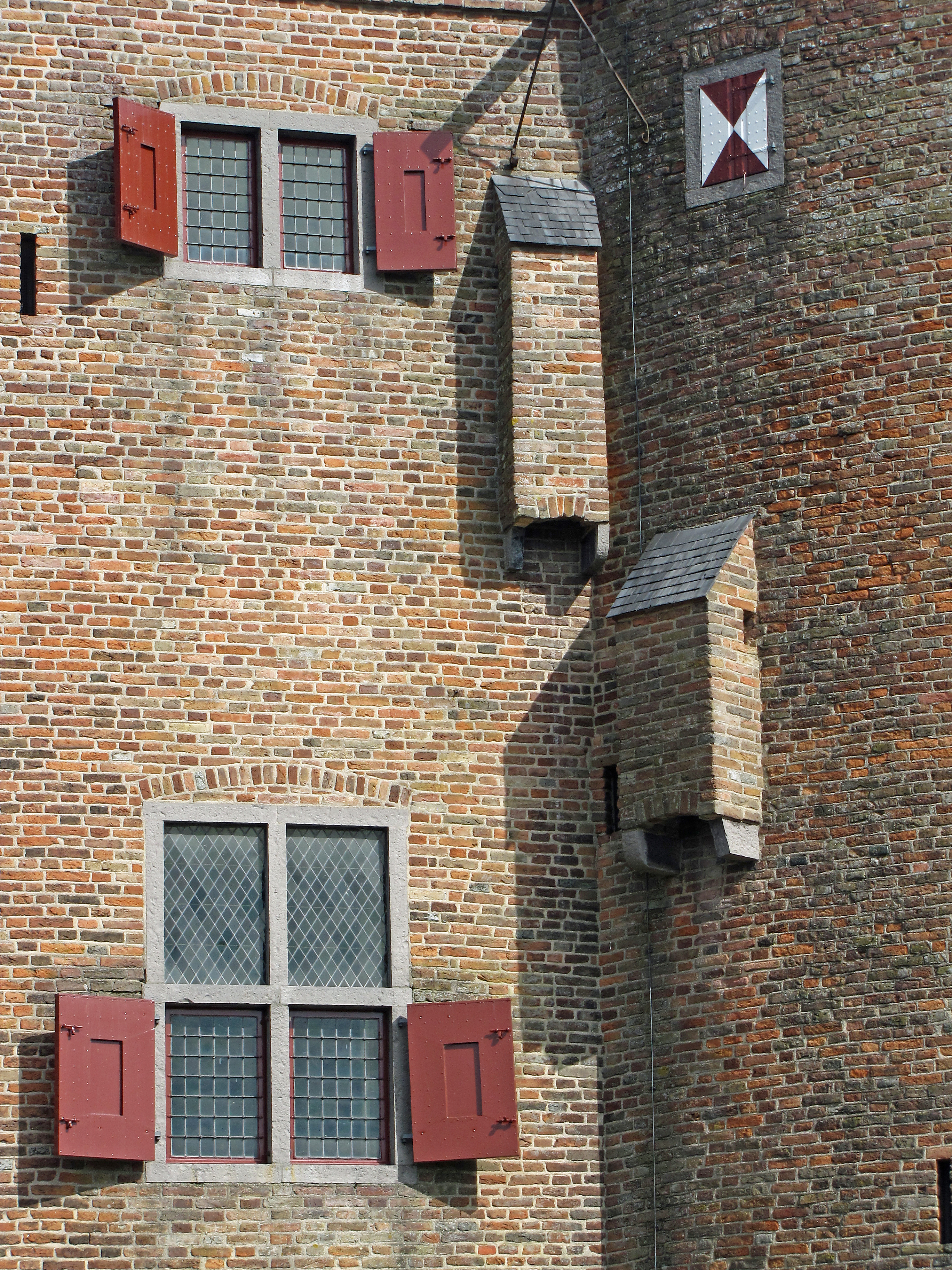
Détail de façade
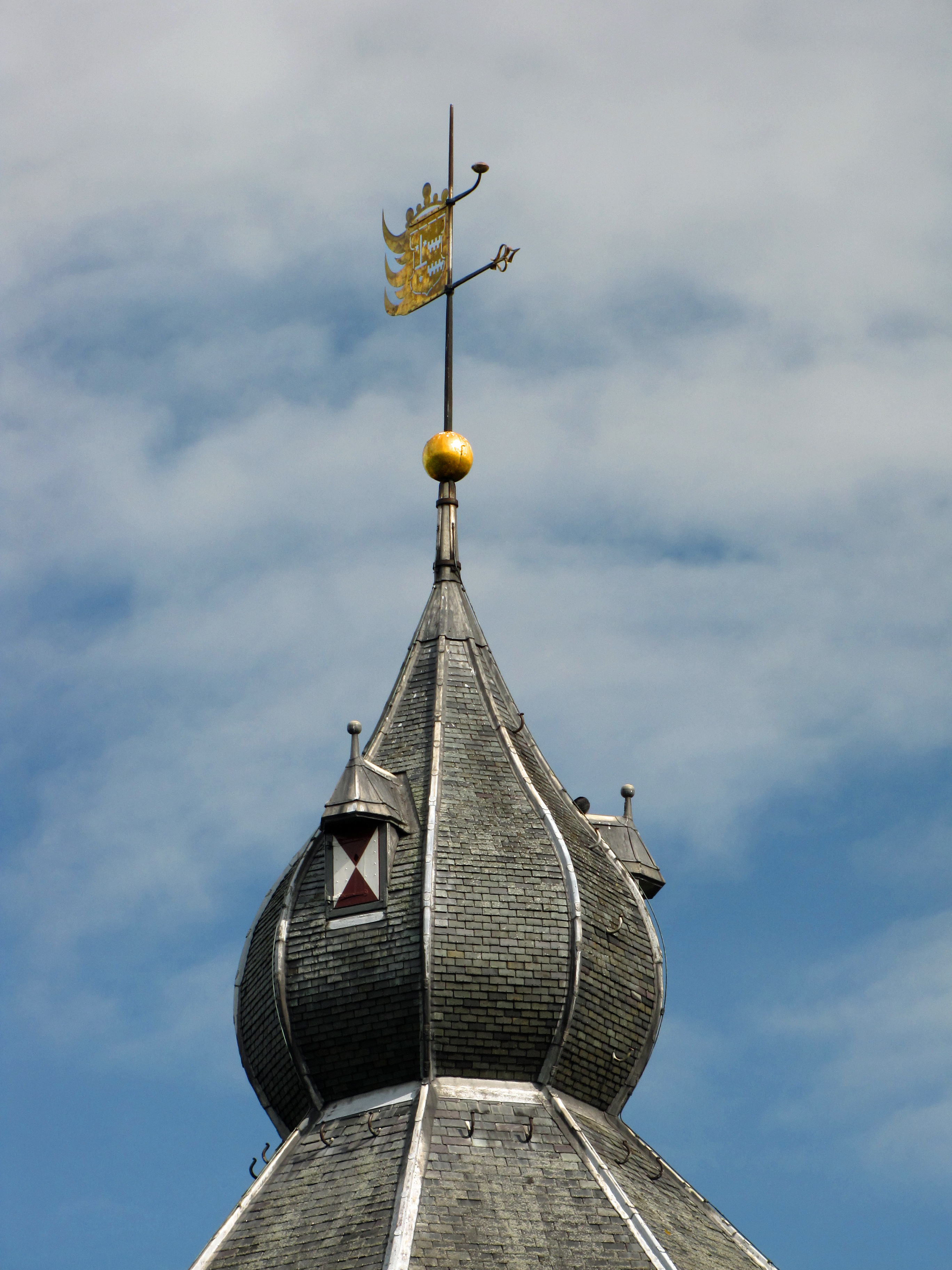
Le toit de la grande tour avec sa girouette
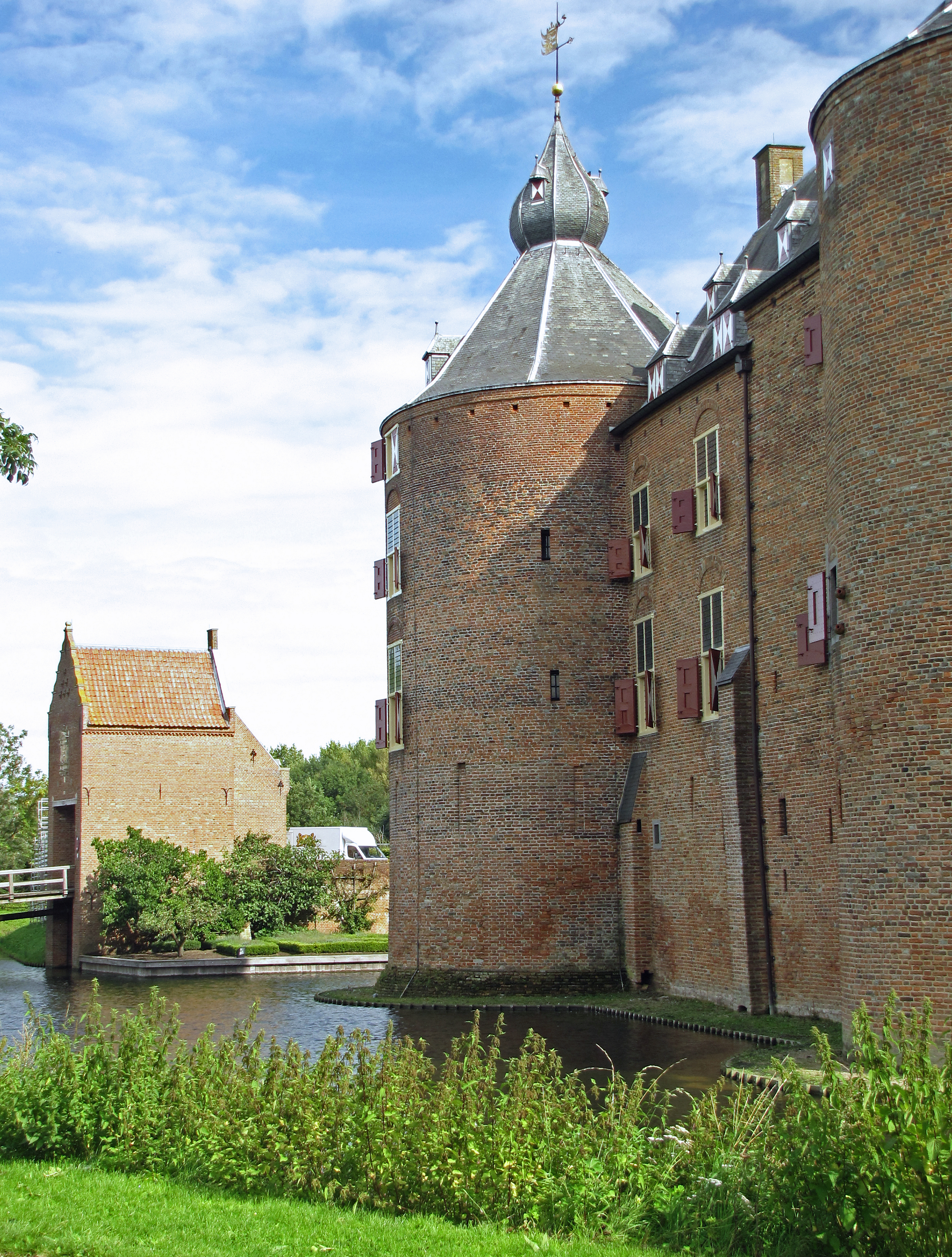
La grande tour avec le corps de logis en arrière-plan

- Quelques objets liés à l'endroit :

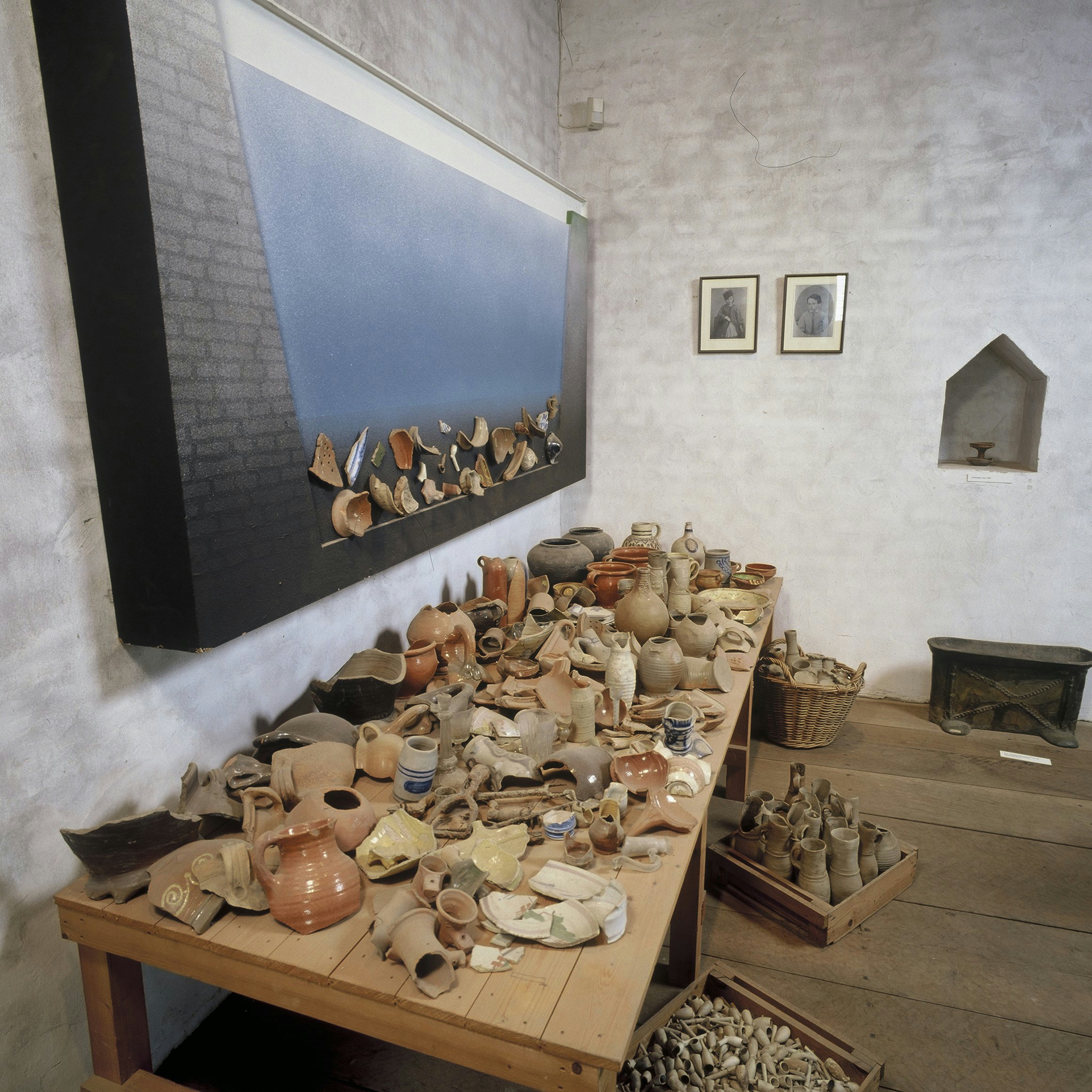
Quelques tessons retrouvés lors des fouilles
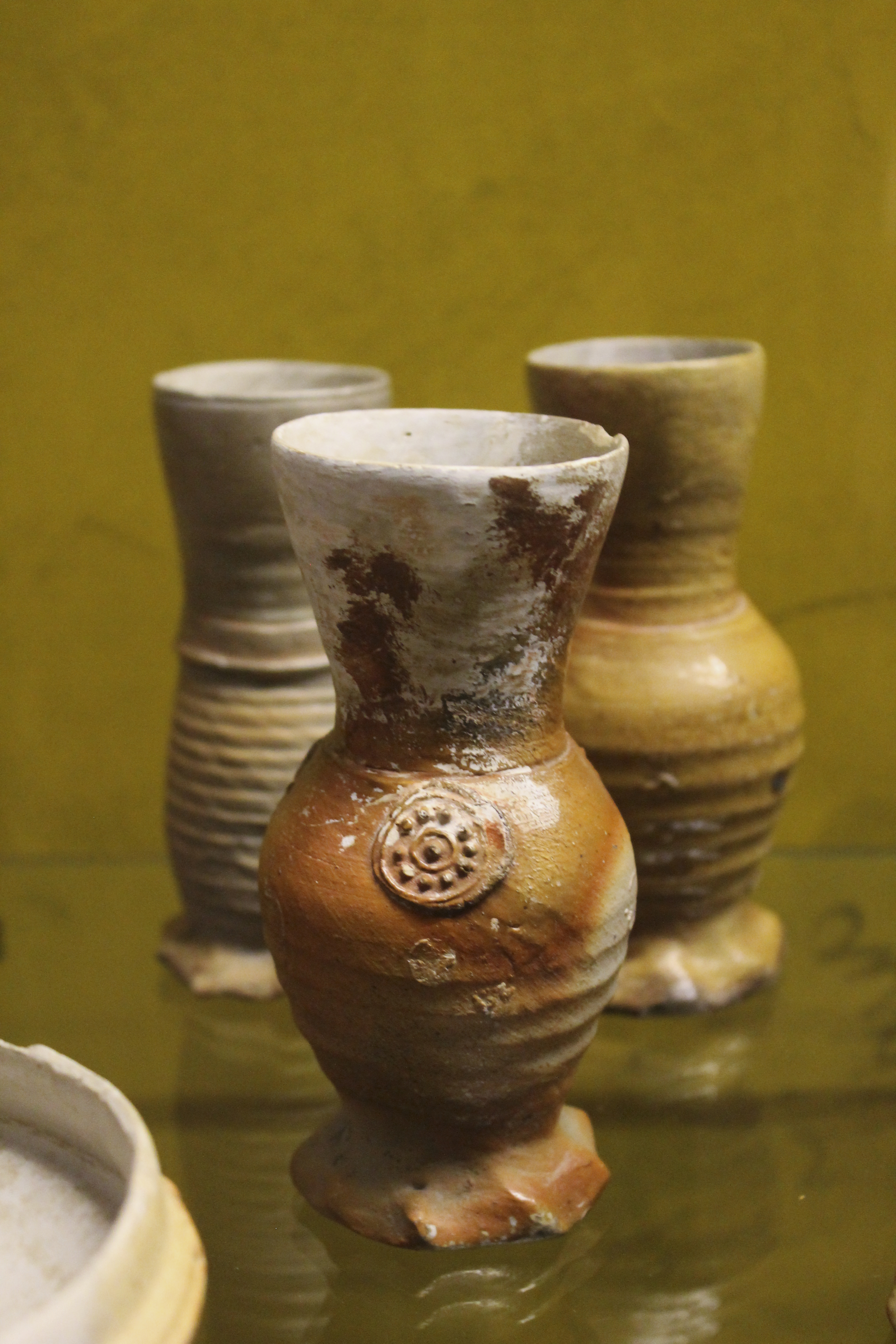
Exemples d'artefacts issus de la fouille de la douve
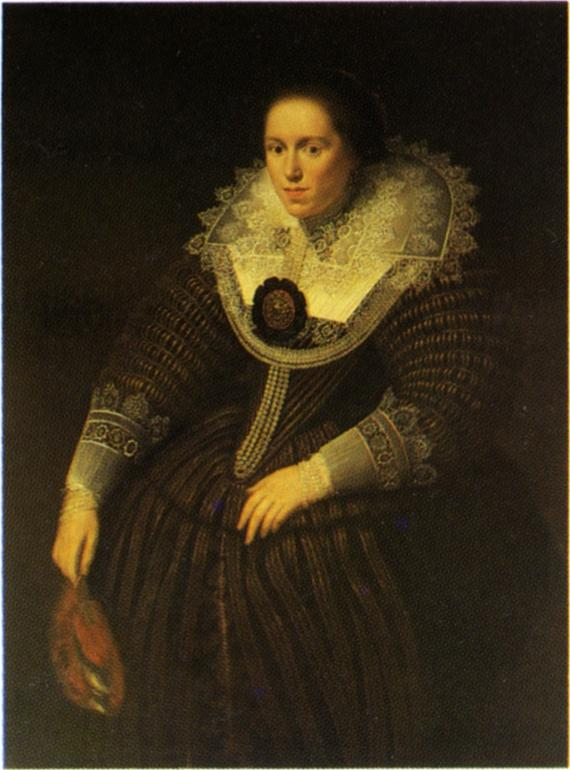
Un portrait d'Emerentia van Ravenswaey (1586/1587-1634) de 1625 visible dans le château

## Sources
- (nl) Ce château sur le site web Nederlandse Middeleeuwse Kastelen (Châteaux moyenâgeux des Pays-Bas)
- (nl) IJsselstein sur le site Châteaux de la province d'Utrecht